# Caloplaca pollinii
Caloplaca pollinii är en lavart som först beskrevs av A. Massal., och fick sitt nu gällande namn av Jatta. Caloplaca pollinii ingår i släktet orangelavar och familjen Teloschistaceae.   Inga underarter finns listade i Catalogue of Life.
I den svenska databasen Dyntaxa används istället namnet Caloplaca phaeocarpella för samma taxon.  Arten är reproducerande i Sverige.